# Banque cantonale de Bâle
Pour les articles homonymes, voir BKB.
La Banque cantonale de Bâle (en allemand : Basler Kantonalbank, BKB) est une banque cantonale suisse dont le siège social est à Bâle.